# Namdalseid
Namdalseid er en tidligere kommune i Trøndelag fylke i Norge  som 1. januar 2020 blev lagt sammen med Fosnes og Namsos kommuner; Den nye kommune fik navnet Namsos.  Den tidligere kommune  grænsede i nordøst til Namsos, i syd til Steinkjer, Verran og Åfjord, og i vest til Roan, Osen og Flatanger.
Namdalseid var fra 1837 del af Beitstad formandskabsdistrikt, men blev skilt ud som selvstændig kommune 1. januar 1904. 1. januar 1964 blev en del af Otterøy kommune (området syd for Namsenfjorden, undtaget Hoddøy) lagt til Namdalseid.
Kommunen kunne dermed fejre 100-årsjubilæum i 2004.
Namdalseid er en landbrugskommune. Der findes også noget industri, f.eks. Namdal Plast AS , Nye Pelsberederiet og Hundseth Mølle. Namdalseid har store fjeld- og kystområder, og er en yndet kommune for friluftsliv. En af Norges bedste lakselve, Årgårdselven, gør Namdalseid til en populær destination for lystfiskere. I området ligger Finnvollvatnet.
Navnet Namdalseid har en maritim oprindelse. I Vikingetiden plejede søfarere at sejle op af Trondheimsfjorden, ind i Beitstadfjorden og derfra trække deres både gennem vådområderne i Namdalseid til Lyngenfjorden. Dermed slap man for at krydse Follahavet.
Namdalseid er et sogn i Beitstad prestegjeld i Nord-Innherad provsti i Nidaros bispedømme.